# ردنیتس
ردنیتس (به انگلیسی: Rednitz) رودخانه‌ای است که در آلمان جریان دارد.